# Galliano Rossini
Galliano Rossini (n. 17 mai 1927, Ancona, Italia – d. 13 noiembrie 1987, Ancona, Italia) a fost un trăgător de tir ce a reprezentat Italia, medaliat olimpic. A participat la 2 ediții ale Jocurilor Olimpice (1956, 1960) în care a câștigat o medalie de aur și o medalie de argint.